# مختل أمريكي (رواية)
المجنون الأمريكي رواية كتبها المؤلف بريت إيستون، ونُشرت في عام 1991. تدور الحكاية عن بطل القصة باتريك بيتمان، القاتل المتسلسل، وهو صاحب البنك الاستثماري في مدينة مانهاتن الأمريكية. قال المراقب الفني اليسون كيلي -في وقت سابق- إن نسخ الكتب بيعت مغلفة الغطاء في بعض البلدان، إذ إن النقاد هاجموا الراوية بسخرية فظيعة، في حين تمتعت فئة الطلبة الجامعيين بقراءتها. تتحدث الرواية عن الجشع والتوحش والحياة المعاصرة.
واقتُبس منها فيلم سينمائي مبني على أحداث الرواية، من بطولة كريستيان بيل بدور البطل بيتمان، ونُشر الفلم عام 2000. وفي عام 2008، أعلن كل من منتجي الفلم ديفيد جانسون وجيسي سنكر أنهما في صدد تطوير معزوفة فنية عن الرواية لتُظهر في المسارح الاستعراضية، وأكملت في عام 2013، لتُشاهدْ لأول مرة في مسرح الميدا في لندن.

## التحوير
وضع المؤلف ايستون إليس في مخيلته بطل الرواية ذا طباع استهتارية، ولكنها غير عدائية، وسرعان ما تغير رأي الكاتب بعد حضوره لمأدبة غذاء مع بعض الاصدقاء الذين يعملون في شوارع مدينة مانهاتن وقرر حينها أن يلعب دور القاتل المختل المتسلسل، بُني تقديس شخصية بيتمان لدونالد ترمب على مبدأ الاحترام والغيرة التي يكنها أصدقاؤه لمكانته الراقية في المجتمع.أخبِر أليس في وقت لاحق عن جراثم بشعة حدثت في مكتبة نيوارك العالمية، وكانت الراوية تُباع في الأسواق في ذلك الوقت، اذ تطلب من الكاتب تعديلها بنسخة ثانية مضيفًا لها بقية الأحداث. في عام 2010، في المقابلة الصفحية بين الإعلامي جيف بيكر وإليس، علق الأخير قائلًا: «بيتمان كان مجنونًا بالصيغة نفسها، التي كنت أنا بها، ولم تخرج تلك الشخصية من الحضيض أو فور رغبتي في كتابة جريدة متسعة من اتهام أو تسقيط مجتمع معين. بدأت الفكرة بانحداري إلى العزلة في فترة من حياتي، وكانت حياتي في ذلك الوقت كحياة باتريك بيتمان، اذ انحدرت شخصيتي لأكون ذلك الشخص المستهلك الذي يستهلك فقط، كان من المفترض أن يزيدني ذلك ثقة في نفسي، ولكنني تفاجأت بأنها زادت الأمر سوءًا وتدهور في حياتي أسوء ثم أسوء. ومن هذا الصعيد تولدت حكاية وحبكة رواية المختل الأمريكي، إذ لم أكن لاصطنع دور القاتل المتسلسل لولا أحداث حياتي الشخصية، وهذا الأمر الذي بدأت بالاعتراف به في السنوات الأخيرة، إذ كنت مدافعًا جدًا -برأيي الخاص- عن الكتاب، رغم أنه لم يكن باستطاعتي التحدث عنه بأريحية كحالتي الآن».  بريت ايستون إليس.

## سرد
بدأت القصة بعد الثورة الاقتصادية الأمريكية، التي حدثت في ثمانينيات القرن الماضي في مدينة مانهاتن سابقة الذكر، وتلعب شخصية المعتل الأمريكي دور المستثمر المصرفي الغني في منتصف عشرينياته، وتحكي الرواية أحداث نشاطاته اليومية من الرفاهية والسخاء، التي عاش بها في شوارع مدينته، وحتى تغطرسه ليلًا وتحوله الكامل إلى شخصيه القاتل المتسلسل.
وُصف بيتمان في الوقت الحاضر بقضاء ليالي الجمعة في النوادي النادية مع أصحابه من العمل، تارةً يستنشقون الكوكايين، وتارةً ينتقدون ملابس نُدُل النادي، وتارةً يتحدثون عن نصائح شراء أفخم الملابس، وتارةً يسأل بعضهم الآخر عن طُرق المعاشرة السليمة لعلاقة زميلته غير المحبوبة (يابي إيفيلين)، وعلاقته المثيرة للجدل مع أخيه وأمه المصابة بألزهايمر.
الإدراك المعرفي لبيتمان ينفصل أحيانًا عند أجزاء كونه ألزم القُراء بتقييم مسرحيات أغاني الهوب بوب في ثمانينيات ذلك العصر. تحتوي الرواية على قدر كبير من الغموض؛ من هويات مغلوطة، والتناقض الذي يفتح باب النقاش بأن بيتمان هو راوٍ غير جدير بالثقة. عُرفت الشخصيات للقُراء بصيغة متكررة من أناس آخرين أكثر من تعريفهم بأنفسهم، ويتخاصم الناس مع هويات الآخرين الذي يرونهم في المطاعم والنوادي، وكذلك اهتمام بيتمان المبالغ بمظهره الشخصي، ذاكرًا مواصفات تفصيلية عن نظامه الرياضي اليومي.
بعد مقتل أحد رفاقه (باول أولين)، جعل بيتمان شُقته مكانًا لصيد وقتل المدنيين، إذ ساءت سيطرته على شهواته الشيطانية مع الزمن، وأصبحت جرائمه أكثر بشاعة وسوداوية،  إذ طُورت من جريمة قتل اعتيادية ممثلة بالطحن إلى جرائم مُثلت بالاغتصاب والتعذيب وتشويه وأكل لحوم ومجامعة الجثث، إذ إن جنونه انحرف من مجراه. ويُذكر أنه تكلم في عدة مناسبات عن القتلة المتسلسلين في محادثاته مع رفاقه، وتحدث بصراحة عن نشاطه الإجرامي الجنوني، ولم يأخذ أي منهم كلامه على محمل الجد، وظن بعضهم أنهم أساؤوا فهمه، وأن تحّدثه عن الجرائم والإعدامات كان بقصد الاتحادات والاستحواذات. تطورت حده الاستهتار عندما بدأ بقتل أناس عشوائيين في الشوارع، الأمر الذي استدعى تحري قوات الشرطة عن الأمر، تغير هنا منظور الرواية إذ إن الروائي أزاح الضوء من بيتمان وسلطه على شخص ثالث، ووُصفت هنا بمقارنتها للمشاهد السينمائية. هرعَ بيتمان إلى الأرض واختبأ تحت مكتبه، إذ اتصل بمحاميه (هارلود كيرنيس)، واعترف بكافة جرائمه إلى آلة هاتفه المنزلي.
زار بيتمان بزيارة شقة (باول أوملين) حيث قتل وشوّه عاهرتين هناك مؤخرًا، مرتديًا كمامة جراحية متوقعًا رؤية تفسخ الجثث، ولكنه تفاجئ برؤية الشقة نظيفا بالكامل، وجديدة الديكور ومُلأت بعطر قوي القوام، لربما لإخفاء الرائحة الكريهة. خدعت صاحبة الشقة الحقيقية بيتمان التي رأته مرتديًا كمامته الطبية بحجة أنه أتى لرؤية الشقة نتيجة لإعلان للبيع نُشر في الجرائد (لم يكن هنالك أي إعلانات في الحقيقة)، التي أخبرته بالخروج وعدم مجيئه مرة أخرى.
استمرت حالة بيتمان العقلية بالتدهور سوءًا، إذ بدأ برؤية وسماع أصوات غريبة المصدر، كرؤيته لحبة حنطة في مؤتمر صحفي في برنامج التحدث الاعلامي، وكون مجسم مسطبة البارك يراقبه، واكتشافه لعظْمه في ناديه الخاص. في نهاية الرواية، واجه بيتمان محاميه كيرنيس بخصوص الرسالة في هاتفه المنزلي، ولكنه وجد المحامي ساخرًا من تعليقه، وعده نكتة مسلية، ويدعي كيرنيس أن بيتمان هو جبان جدًا واستحالة اختلاطه في مثل هكذا انشطة. تبع ذلك استعلاء كيرنيس لبيتمان العنيد موضحًا له أن ادعاءاته بخصوص قتله لاومين هي مستحيله كونه كان معه في وجبة عشاء مرتين قبل بضعة أيام في مدينة لندن.
                                                                                                                                    